# Пятьдесят первый штат

Флаг США с 51 звездой

Альтернативный флаг США с 51 звездой, созданный Новой прогрессивной партией, выступающей за присвоение Пуэрто-Рико статуса штата

Пятьдесят первый штат (англ. Fifty-first State) — термин, которым называются территории, претендующие на то, чтобы получить статус штата США в дополнение к уже имеющимся пятидесяти штатам. До 1959 года, когда статус штата получили Аляска и Гавайи, использовался термин «сорок девятый штат».
Кроме того, 51-м штатом называют государства, испытывающие сильное политическое, экономическое или культурное влияние США; часто этот термин используют люди, которые считают, что страна, о которой идёт речь, подвергается сильной американизации. В этом значении термин используют по отношению к Пуэрто-Рико, Австралии, Мексике, Ираку, Великобритании, Израилю, Канаде и другим странам.

## Возможные кандидаты

### Округ Колумбия
Предоставление столичному округу Колумбия статуса штата поддерживается прежде всего жителями округа. Главная причина — это то, что депутаты в Конгресс США избираются только от штатов, и жители округа Колумбия, таким образом, не имеют в нём представительства. От округа Колумбия в Палату представителей посылается один делегат, но он не имеет права голоса, так как в соответствии с Конституцией США (разд. 2 ст. 1) представителем может быть только житель штата. При этом население округа составляет 600 000 человек, что больше, чем в штате Вайоминг.
Судьба округа неоднократно обсуждалась в Конгрессе. Последнее голосование относительно притязаний округа Колумбия на статус штата состоялось в ноябре 1993 года, но проект был отклонён: 153 за и 277 против.
Предоставление округу Колумбия статуса штата — программный пункт местной политической партии D.C. Statehood Green Party.
По результатам референдума, проводившегося одновременно с выборами президента США 8 ноября 2016 года, было принято решение о придании округу Колумбия статуса штата США. Данное решение должно быть рассмотрено Конгрессом США. 26 июня 2020 года Палата представителей США проголосовала за предоставление округу статуса штата. Это решение должно быть утверждено сенатом.

### Северная Виргиния
Представители Северной Виргинии, территории на севере штата Виргиния, неоднократно жаловались на то, что нынешний статус региона невыгоден ему экономически, так как Северная Виргиния развивается гораздо быстрее, чем остальная часть штата.
Нэнси Пфотенхауэр, советник Джона Маккейна, отмечала, что северная и южная части штата сильно отличаются: в Северной Виргинии всё больше поддерживают Демократическую партию, а остальная часть — «более „южная“ по своей природе».

### Пуэрто-Рико
В настоящее время Пуэрто-Рико является свободно ассоциируемым государством под управлением США, а пуэрториканцы имеют американское гражданство. Остров, населённый тремя с половиной миллионами жителей, представлен в Конгрессе только одним делегатом без права голоса; участвует в праймериз, но не посылает своих представителей в Коллегию выборщиков.
Статус Пуэрто-Рико обсуждается в течение долгого времени. Не раз проводились референдумы по этому вопросу, однако каждый раз голосующие за сохранение статус-кво одерживали верх над сторонниками вступления острова в Союз.
За то, чтобы Пуэрто-Рико стал штатом, выступает пуэрто-риканская Новая прогрессивная партия.
7 ноября 2012 года граждане Пуэрто-Рико высказались на референдуме о присоединении к США в качестве 51-го штата.
11 июня 2017 года пуэрториканцы высказались на референдуме о политическом статусе за вхождение в состав США в качестве 51-го штата.

## Другие предложения

Линкольн на территории Восточного Вашингтона и северной части Айдахо
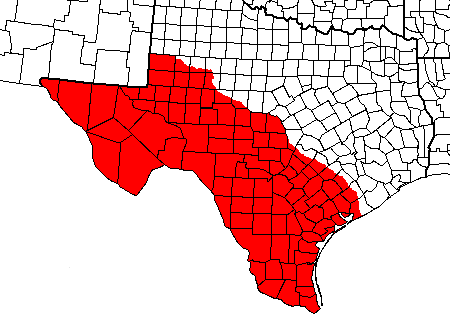
Предполагаемый штат Линкольн, предложенный в 1869 году на территории штата Техас

### Штат Линкольн
В 1996, 1999 и 2005 годах поступали предложения о создании штата Линкольн на территории Восточного Вашингтона (штат Вашингтон к востоку от Каскадных гор) и северной части Айдахо. Значительно ранее в 1869 году было предложено выделить часть территории штата Техас для образования нового штата с названием Линкольн, однако Конгресс отклонил это предложение, равно как и многие другие.

### Штат Джефферсон

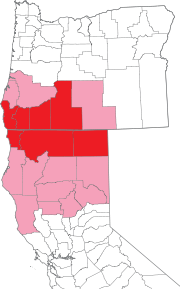
Штат Джефферсон. Красным обозначены территории, предложенные в 1941, розовым — современные предложения

В октябре 1941 года мэр города Порт-Орфорд Гилберт Гейбл заявил, что округам Карри, Джосефин, Джэксон и Кламат штата Орегон следует объединиться с округами Дель-Норте, Сискию и Модок штата Калифорния, создав новый штат, который позже предложили назвать «Джефферсон».

### Абсарока

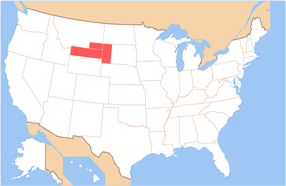
Абсарока на карте США

Абсарока — территория в США, объединяющая север Вайоминга, юг Монтаны и запад Южной Дакоты. В 1939 году местные активисты потребовали сецессии Абсароки от вышеупомянутых штатов и предоставления ей статуса штата США.

### Нью-Йорк-сити
Неоднократно поднимался вопрос о том, чтобы предоставить статус штата городу Нью-Йорку. В январе 2008 года член городского совета Питер Валлоне выдвинул предложение отделиться от штата Нью-Йорк по экономическим соображениям.

### Восточный Орегон
В Восточном Орегоне (часть штата Орегон к востоку от Каскадных гор и до границы с Айдахо) существует движение за выделение региона в отдельный штат.

### Супериор

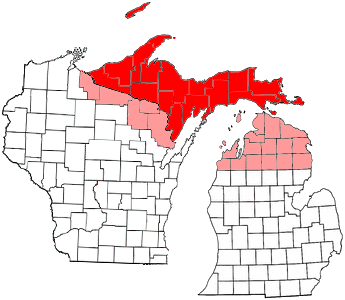
Карта возможного штата Супериор. Красным отмечены пределы, поддерживыемые рядом критиков, розовым — дискуссионные.

С середины XIX века предпринимаются попытки создания штата Супериор (ещё Сильвания или Онтонагон) на Верхнем полуострове озера Мичиган и, возможно, части штата Висконсин. Сторонники отделения говорят о том, что руководство штата Мичиган не уделяет достаточного внимания проблемам жителей полуострова.

### Южная Юта
Конгрессмен от штата Юта Нил Хендриксон в 2008 году подготовил проект выделения территории штата Юта к югу от округа Юта в новый штат. Проект предполагался для передачи в Конгресс, однако был отклонён ещё на уровне штата.

### Пасифика

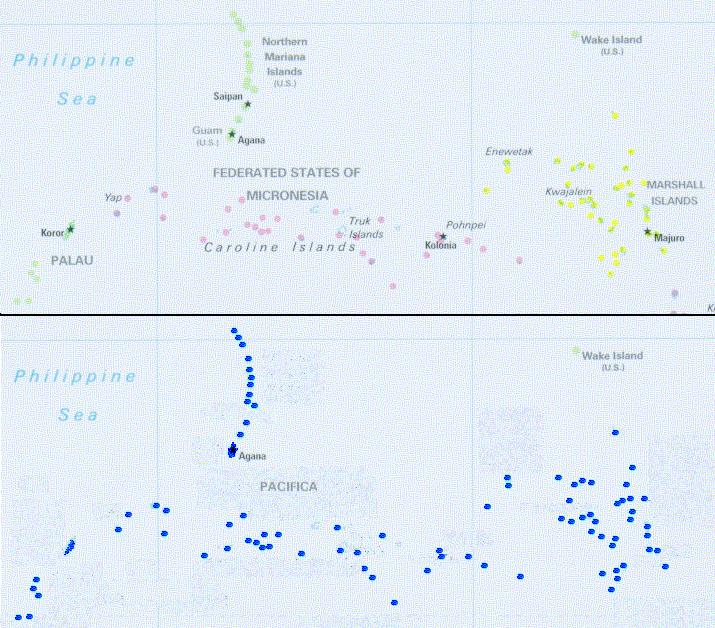
Гипотетическое слияние нескольких бывших и нынешних Тихоокеанских территорий США в единый штат.

Другими, менее вероятными, претендентами могут стать Гуам и Виргинские острова Соединённых Штатов, которые оба являются неинкорпорированными территориями Соединённых Штатов, последние могут слиться с Пуэрто-Рико в предлагаемое «Содружество Prusvi» (Пуэрто-Рико и Виргинские острова) из-за их географической близости (хотя они имеют очень разные истории, культуру и языки). Северные Марианские острова, которые, как Содружество Пуэрто-Рико и Американское Самоа, могут попытаться получить статус штата, а также для объединения территории США или бывших территорий в Тихом океане предлагается концепция в виде «Больших Гавайев». Гуам и Северные Марианские Острова могут стать одним штатом, наряду с Палау, Федеративными Штатами Микронезии и Маршалловыми Островами (хотя эти последние три в настоящее время являются отдельными суверенными государствами, которые состоят в статусе «свободной ассоциации с США»). Такой штат будет иметь население по оценке 2005—2007 годов — 447 048 человек (чуть меньше, чем население штата Вайоминг) и площадь 911,82 квадратных миль (чуть меньше, чем штат Род-Айленд). Американское Самоа могло бы стать частью этого штата, увеличив население до 511 917 человек и площадь на 988,65 квадратных миль (2560,6 км²).

### Северное Колорадо
В июне 2013 года CBS News сообщило о том, что несколько округов Колорадо хотят отделиться и сформировать штат Северное Колорадо, и якобы к ним могут присоединиться также некоторые округа Небраски. Пресса ссылалась на заявлении одного из руководителей округа Уэлд, Дугласа Радемахера, который говорил о том, что законодательная и исполнительная власть штата больше не представляет взгляды и мораль консерваторов, и что настала пора действовать.

### Лонг-Айленд
28 марта 2008 финансовый контролёр округа Саффолк Джозеф Сависки предложил план по превращению Лонг-Айленда (конкретно, округов Нассау и Саффолк) в 51-й штат США. Сависки утверждает, что в этом случае деньги налогоплательщиков Лонг-Айленда будут оставаться на Лонг-Айленде, а не распределяться по всему штату Нью-Йорк. Будущий штат может включать в себя 2,7 миллиона жителей. Но пока власти округа Нассау не выразили интереса в участии в этом плане, который должен быть одобрен штатом Нью-Йорк.

## Другие попытки и предложения вне США

### Республика Рио-Гранде
Республика Рио-Гранде была независимым государством повстанцев, боровшихся против Центрального мексиканского правительства. Восстание продолжалось с 17 января по 6 ноября 1840 г. Территория была разделена между США и Мексикой.

Флаг Республики Рио-Гранде

### Республика Юкатан
Мятежная территория в истории Мексики, просуществовавшая как государство c 16 марта 1841 по 14 июля 1848 года.

Флаг Республики Юкатан

### Республика Сонора
Мятежная территория в истории Мексики, просуществовавшая как государство с 10 января 1854 по 8 мая 1854 года.

Флаг Республики Сонора

### Филиппины
В 1898 году после Испано-американской войны Испания передала Филиппины, Кубу, Гуам и Пуэрто-Рико Соединённым Штатам Америки за 20 миллионов долларов, в соответствии с Парижским мирным договором 1898 года. В 1946 году Филиппинам была предоставлена независимость.

### Гаити
Обозреватель журнала Time Марк Томпсон предложил Гаити стать 51-м штатом после землетрясения 2010 года. Широкомасштабные разрушения от землетрясения вызвали быструю и обширную реакцию Соединённых Штатов. Американские военные оперативно использовали гаитянские воздушные и морские порты для предоставления помощи.

### Гайана
Существует организация, посвящённая интеграции Гайаны с Соединёнными Штатами: «Guyana with the United States».

### Канада
6 января 2025 года президент США Дональд Трамп заявил что Канада может стать 51 штатом США. Также он заявил, что сами канадцы желают этого. 

### Гренландия
7 января 2025 года президент США Дональд Трамп заявил, что собирается купить Гренландию, в ответ на что Дания начала усиливать оборону острова. Премьер-министр Гренландии, в свою очередь, заявил, что «Гренландия принадлежит гренландцам».

## Процедура принятия новых штатов
Территория США инициирует процесс, продемонстрировав на местных выборах консенсус о статусе штата, а затем подает официальную петицию в Конгресс США. Должна быть создана представительная форма правления, подготовлен проект конституции, и представлен на рассмотрение Конгресса США для утверждения большинством голосов. После этого президент США подписывает закон о создании нового штата. Это решение необратимо. После сецессии 1860—1861 гг. и Гражданской войны в США Верховный суд США постановил в 1869 году, что вступление в Соединенные Штаты составляет «неразрывную связь», и Конституция США не разрешает штатам выход в одностороннем порядке.